# Емил Бертин (крайцер, 1933)
Емил Бертин (на френски: Émile Bertin) е лек крайцер на ВМС на Франция от времето на Втората световна война. Корабът е проектиран за бързоходен крайцер-минен заградител, но фактически никога не се използва в това си качество. Името си носи в чест на военноморския инженер и корабостроител Емил Бертин.

## История на създаването
„Емил Бертин“ първоначално се проектира като усъвършенствана версия на минния заградител „Плутон“. В сравнение с предшественика има изискване да се постави по-пълноценно крайцерско въоръжение от девет 152 mm оръдия и да се подсигури скорост не по-малка от 35 възела, което ще даде, по мнение на адмиралите, възможността да поставя мини при вражеските брегове. При това командването желае да получи неголям и евтин кораб, с водоизместимост не повече от 5500 тона, което повлича след себе си рязко отслабване на изискванията към защитата му.
„Емил Бертин“ се строи според програмата от 1930 г., утвърдена от парламента на Франция на 12 януари 1930 г. поръчката за крайцера е официално дадена на 11 септември 1931 г., но още преди това събитие корабостроителницата на компанията Ateliers et Chantiers de la Loire et Penhoët, разположена в гр. Сен Назер прави залагането на кораба.

## Конструкция

### Корпус и архитектура
Конструкцията на корпуса на „Емил Бертин“ е типична за крайцерите от 1930-те години – с полубак, извит форщевен и полукръгла кърма. За осигуряване на високата скорост на корпуса е придадено голямо за крайцерите удължение – 10,5, което в съчетание с леката конструкция предопределя и слабата му здравина и значителната вибрация при пълен ход. Макар впоследствие корпусът да е укрепен, да се стреля с пълни залпове все пак е невъзможно поради възникването на опасни напрежения в конструкцията. Мореходността на крайцера, поради тези обстоятелства, е ограничена. Самият кораб има характерен силует с единствената си фокмачта и широко разположени комини. Последното е вследствие от желанието да се постави на крайцера авиационен хангар.
Разпределение на тегловите натоварвания изглежда по следния начин:
|                            | маса, t | в проценти |
| -------------------------- | ------- | ---------- |
| Корпус                     | 2646,2  | 44,2 %     |
| Брониране, всичко          | 123,8   | 2,1 %      |
| Въоръжение и боезапас      | 874,44  | 14,6 %     |
| Машинна установка          | 1374,5  | 23 %       |
| Спомогателни механизми     | 809,17  | 13,5 %     |
| Оборудване                 | 62,35   | 1 %        |
| Стандартна водоизместимост | 5984    | 100 %      |

#### Котвено устройство
Крайцерът има две главни и една резервна 4900 килограмови котви „Байерс“, прибиращи се в клюзове (резервната – по десния борд).

### Въоръжение
Главен калибър
Главният калибър на „Емил Бертин“ са най-новите 152 mm оръдия M1930, като крайцера става първият кораб във флота, който ги получава на въоръжение. Оръдията са разположени в три триоръдейни кули, две на носа, една на кърмата, имат електрохидравлична трансмисия и могат да се насочват дистанционно. Самите кули се оценяват като доста удачни. Подсигуряват ъгъл на възвишение до 45°. Оръдията M1930 имат дължина на ствола от 55 калибра и тежат по 7780 kg. Теглото на снарядите се колебае от 54,17 kg до 57,15 kg. По-късно е приет на въоръжение бронебоен снаряд с тегло 58,8 kg. При максимален ъгъл на възвишение и тегло на снаряда 54,17 kg, изстрелван с начална скорост от 870 m/s, далекобойността съставлява 26 474 m. Скорострелността се колебае в пределите на 7 – 8 изстрела в минута.
Универсален калибър
Зенитната артилерия на средния калибър е представена от четири 90 mm оръдия с дължина на ствола 50 калибра. Те са поставени на кърмата, в сдвоената установка M1930 терасовидно, зад кърмовата кула на главния калибър и в единични установки M1926 по бордовете. Сдвоената установка тежи 13,5 тона, одинарната 6,7 тона, при тегло на самото оръдие от 1,57 тона. Ъгълът на максимално възвишение съставлява 80°. Оръдията стрелят със снаряди с тегло 9,5 kg с начална скорост от 750 m/s, на далечина до 15 440 m, досегаемостта по височина достига 10 600 m. Техническата скорострелност достига 10 изстрела в минута.
Лека зенитна артилерия
Леката зенитна артилерия се състои от четири сдвоени 37 mm оръдия M1933 с дължина на ствола 50 калибра. Те са поместени отстрани на носовата надстройка. Това полуавтоматично оръдие стреля със снаряди с тегло 0,725 kg с начална скорост от 850 m/s, темпът на стрелбата им е по-нисък отколкото при зенитните автомати – 30 – 42 изстрела в минута. Освен това, „Емил Бертин“ има и четири сдвоени установки 13,2 mm картечници. Това оръжие, разработено от компанията „Хочкис“ (на френски: Hotchkiss et Cie) стреля с 52-грамови куршуми с начална скорост от 800 m/s. Техническата скорострелност съставлява 450 изстрела в минута, но на практика е значително по-ниска, тъй като картечниците са с пълнително подаване за 30 патрона.
Торпедно-минно въоръжение
Торпедно въоръжение включва два тритръбни торпедни апарата калибър 550 mm. Торпедото 23D работи с въздушно спиртова смес и носи 310 kg тротил при собствено тегло от 2068 kg. При скорост от 43 възела торпедото може да измине 6000 m, 14 000 m на скорост 35 възела и 20 000 m на скорост 29 възела.
Тъй като „Емил Бертин“ се проектира с оглед използването му като минен заградител, той може да носи солиден брой мини от различни типове. При претоварване може да вземе до 200 мин, но при това се изключва използването на кърмовата кула на главния калибър.
Авиационно въоръжение

### Брониране
Броневата защита на „Емил Бертин“ е крайно слаба даже на фона на „картонените“ крайцери от началото на 1930-те години. Фактически корабът получава само противоосколъчно брониране. Дебелината на бронираната палуба съставлява само 20 mm, с толкова тънка броня е защитена и бойната рубка. Погребите за боеприпаси получават коробчато брониране с дебелина от 30 mm. Стремлението максимално да се олекоти конструкцията води до решението да се оставят въобще без бронева защита кулите на главния калибър и пътищата за подаване на боеприпаси. Самите кули защитават разчетите само от лошото време и могат да бъдат лесно пробити от осколки.

### Енергетична установка
Много високите изисквания за скорост принуждават конструкторите да поставят на неголемия крайцер четиривална енергетична установка. Четирите турбозъбчати агрегата производство на фирмата „Парсънс“ (на английски: C. A. Parsons and Company) имат обща мощност от 102 000 к.с. без форсиране. Турбините се захранват с пара от шест котела. Енергетичната установка е поместена по ешелонния принцип, в пет отсека. На ходовите изпитания крайцерът развива скорост от 36,73 възела при номинална мощност и 39,66 възела при форсировка на турбините до 137 908 к.с. Скоростта при часовия пробег кратковременно надвишава 40 възела. Запасът гориво съставлява 1360 тона нефт. С пълно зареждане крайцерът може да измине 3600 мили на скорост 15 възела или 1100 мили при скорост 33 възела.

## История на службата
Първоначално „Емил Бертин“ носи службата си в състава на Атлантическия флот на Франция. Той става флагман на група от контраминоносци, а след това и флагман на 2-ра лека ескадра, състояща се от 12 контраминоносеца. Крайцерът трябва да подсигурява бойната устойчивост на контраминоносците по време на атаките на последните над вражеските кораби. В края на 1935 г. – началото на 1936 г. „Емил Бертин“ извършва поход к Антилските острови. През юли 1936 г. крайцерът действа при бреговете на Испания, подсигурявайки евакуацията на френските граждани в хода на започналата там гражданска война. През май 1937 г. „Емил Бертин“ се връща към бреговете на Испания, действайки в състава на т. нар. „патрул на неутралитета“.
През лятото на 1938 г. е решено превеждането на „Емил Бертин“ в Средиземно море и на 15 октомври 1938 г. той пристига в Тулон. През ноември 1938 г. крайцерът има визита в Истамбул, където представлява Франция на погребението на Кемал Ататюрк. На обратния път „Емил Бертин“ посещава Пирея. На 1 юли 1939 г. крайцерът е преведен в Бизерта, където той влиза в състава на т.нар. Леки ударни сили в Средиземно море (на френски: Forces legeres d'attaque en Mediterranee). Те трябва в случай на започване на война да действат против италианските комуникации между Сицилия и Северна Африка. В състава на съединението се числят 3-та дивизия крайцери, състояща се от корабите тип „Ла Галисионер“ и три дивизиона контраминоносци, лидер на които и трябва да е „Емил Бертин“.
В началото на Втората световна война „Емил Бертин“ се базира в Бизерта. От 23 септември до 27 септември 1939 г. той изпълнява специална задача, превозвайки 57 тона злато от Бейрут. Златото принадлежи на банката на Полша. След това, до януари 1940 г., той се ремонтира в Тулон. В периода януари—февруари 1940 г. крайцера действа в Централния Атлантик, базирайки се в Дакар. На 17 февруари 1940 г. „Емил Бертин“ пристига в Брест.
През април 1940 г. „Емил Бертин“ действа като флагман на две флотилии лидери и разрушители в хода на Норвежката кампания. На крайцера държи своя флаг адмирал Дериен. Заедно с леките кораби „Емил Бертин“ прикрива конвоите с десант от френски алпийски стрелци. На 19 април 1940 г., намирайки се в Намсос, той е повреден от немски бомбардировачи Ju-88. След това крайцерът се ремонтира в Брест до 21 май 1940 г. После, през май – юни 1940 г. той прави два рейса през Атлантическия океан, изнасяйки златния запас на Франция в Халифакс. Третия рейс не се състои поради капитулацията на Франция и „Емил Бертин“ се насочва за Фор дьо Франс с товар от 254 тона злато.
В течение на последващите три години крайцерът се намира в Мартиника, където е разоръжен в съответствие на съглашението между САЩ и администрацията на Виши, от 1 май 1942 г. След като колониалната администрация на Мартиники признава Френския комитет за национално освобождение, „Емил Бертин“ преминава в САЩ, където преминава голям ремонт и модернизация в корабостроителница във Филаделфия, през в август – декември 1943 г. На 21 декември 1943 г. крайцера отплава от Филаделфия за Дакар. От февруари 1944 г. той действа в Средиземно море, участвайки в поддръжката на десантните операции на съюзниците в южна Франция.
От 30 декември 1944 г. до октомври 1945 г. „Емил Бертин“ се ремонтира в Тулон. Впоследствие действа при бреговете на Индокитай и взема участие в реокупацията на френските колонии в този регион. В родината си крайцерът се връща на 2 септември 1946 г. „Емил Бертин“ е изваден от бойния състав на флота през 1951 г., но до своето списване се използва като учебен кораб за подготовка на артилеристи. Изключен е от списъците на флота на 27 октомври 1959 г., през 1961 г. е продаден за скрап.

## Оценка на проекта
„Емил Бертин“ се проектира като крайцер–минен заградител, способен да поставя мини при вражеските брегове. При това се поставя задачата да се получи такъв кораб за ниска цена. Разплата за ограниченията във водоизместимостта става крайно слабото брониране, за това и крайцерът е малопригоден за бой с който и да е сериозен противник. Залогът за много високата скорост предопределя и други недостатъци на проекта – слабия корпус сериозно ограничава мореходността му и не позволява да се води огън с пълни залпове. Ако се отчете, че в хода на войната „Емил Бертин“ нито веднъж не се използва като минен заградител, то той фактически представлява само малък и лошо защитен крайцер, а преимуществото му в скорост с 2 – 3 възела, както показва бойния му опит, няма сериозно значение. Неслучайно френският флот се ограничава само с един кораб от този проект и впоследствие започва серийното строителство на леките крайцери от типа „Ла Галисионер“ – не толкова бързоходни, но доста по-добре защитени.

## Коментари
1. ↑  Данните са приведени към сепрември 1939 г.